# Nadjeschda - den dansk-russiske amerikaner
|  | Denne artikel er oprettet af botten Steenthbot ud fra en ekstern database. Den kan derfor have sproglige fejl eller mangler. Denne skabelon kan fjernes efter kontrol af indholdet. |

Nadjeschda - den dansk-russiske amerikaner er en dansk portrætfilm fra 2013.

## Handling
Omkring år 1900 blev to unge mennesker kærester i en landsby i Østjylland. Parret var grebet af stor udlængsel, men drømmenes møde med virkeligheden som udvandrer blev hård. Verden bød dem revolution, verdenskrig og fattigdom. Men de insisterede på et liv i det fremmede. Efter 15 års søgen over flere kontinenter fandt de endelig det sted, hvor de kunne og ville slå sig ned: Iowa, USA. På trods af det omflakkende liv blev de begavet med en stor børneflok. Et af disse børn var Nadjeschda Overgaard. Nadjeschdas liv og skæbne er i en og samme person fortællingen om Danmarks, Ruslands og Amerikas dramatiske historie i det 20. århundrede. Samtidig sætter dokumentaren fokus på danskerne i rollen som indvandrere i et fremmed land.